# 約翰·康納利 (作家)
約翰·康納利（英語：John Connolly；1968年5月31日—），出生於都柏林，愛爾蘭作家，其最為知名的著作為私家偵探查理·帕克系列小說。

## 生涯
約翰·康納利畢業於都柏林三一學院英文系與都柏林城市大學新聞系。康納利成為一個全職的作家之前，曾擔任記者，酒保，地方政府官員，服務員與雜工等。
1999年他完成處女作《奪命旅人》（Every Dead Thing），獲得夏姆斯獎。

## 小說

###### 菜鳥帕克系列：
- 《奪命旅人》（Every Dead Thing），ISBN：9789867058799
- 《罪惡森林》（Dark Hollow）（幽谷迷蹤），ISBN：9789867058966
- 《嗜殺族》（The Killing Kind）（蜘蛛殺陣），ISBN：9789866739156
- 《蒼白冥途》（The White Road），ISBN：9789862350010
- 《黑天使》 (The Black Angel)，ISBN：9789861206981

###### 其他：
- 《失物之書》（The Book of Lost Things），ISBN：9786263102651
- 《魔鬼的名字》（Bad Men），ISBN：9789861734798
- 《夜曲》（Nocturnes），ISBN：9789861736969

## 連結
- 官方网站